# Albert Thomas (amerikansk politiker)
Albert Thomas, född 12 april 1898 i Nacogdoches, Texas, död 15 februari 1966 i Washington, D.C., var en amerikansk politiker (demokrat). Han var ledamot av USA:s representanthus från 1937 fram till sin död.
Albert Thomas föddes som son till James och Lonnie Thomas. Han gick i lokala skolor i Nacogdoches och arbetade i faderns butik.
Thomas deltog i första världskriget som underlöjtnant i USA:s armé. Han utexaminerades efter kriget från Rice Institute i Houston och studerade därefter juridik vid University of Texas at Austin.

Nybliven kongressledamot Albert Thomas på representanthusets gym 1937. (Foto: Harris & Ewing)

Thomas gifte sig 1922 med Lera Millard. År 1937 efterträdde han Joe H. Eagle som kongressledamot. En viktig milstolpe i karriären var när NASA:s markkontroll Manned Spacecraft Center öppnades 1961 i Houston, något Thomas hade arbetat hårt för. Dagen före mordet på John F. Kennedy i november 1963 hade Thomas ett möte med president John F. Kennedy och vicepresident Lyndon B. Johnson. Han tänkte lämna kongressen av hälsoskäl men både Kennedy och Johnson övertalade honom att stanna kvar. Han avled 1966 i ämbetet och efterträddes av änkan Lera Millard Thomas.
Albert Thomas ligger begravd på Houston National Cemetery. Förutom för hans grav finns där en minnesplakett som hedrar hans insatser för begravningsplatsens grundande. Hans änka Lera Millard Thomas avled 1993 och gravsattes på Oak Grove Cemetery i Nacogdoches i östra Texas där båda makarna föddes.